# シュトゥルクリ (クロアチア料理)

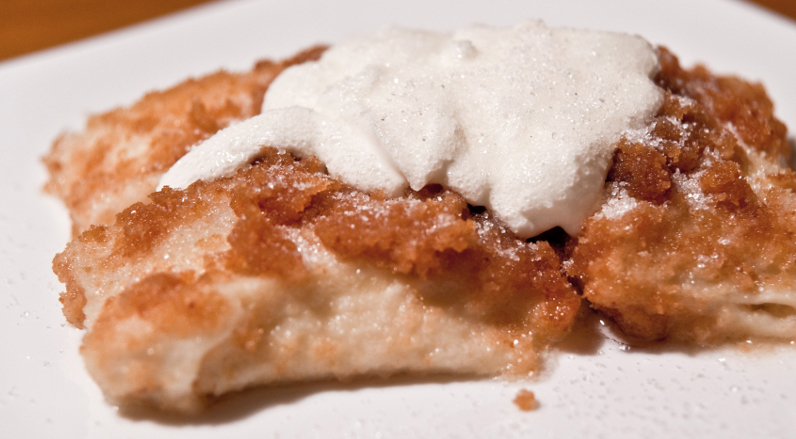

シュトゥルクリ（クロアチア語:Štruklji、Zagorski Štrukli）は、クロアチアの伝統的な料理であり、フルヴァツコ・ザゴリェ(en:Hrvatsko Zagorje)地方やザグレブでは家庭料理として最も出され、大変人気が高い料理である。この独特の料理は、フルヴァツコ・ザゴリェ地方のみに見られる特産品であり、スロヴェニア料理の伝統料理とは別に、シュトゥルクリ (スロヴェニア料理)の一種の地域的な料理である。
シュトゥルクリには2つのタイプがあり、1つはクハニ・シュトゥルクリと呼ばれるゆでたシュトゥルクリであり、もう1つはペチェニ・シュトゥルクリと呼ばれる焼いたシュトゥルクリであり、2つをまとめて単にシュトゥルクリと呼ばれる。また、ザグレブ風ラザニアと呼ばれる事もある。

## シュトゥルクリの作り方
ゆでる物も焼く物も、準備は同じである。ペイストリーをローラーで平らにしてとても細くし、テーブルの表面を覆うように被せる。カッテージチーズに卵，サワークリーム，塩を混ぜた物を、ペイストリーの全面にわたって薄く塗る。そして、ペイストリーの両側を2つロール状に縦に巻き付け、最後に10〜20cmの長さに切る。
ペチェニ・シュトゥルクリ（焼きシュトゥルクリ）では、ペイストリーは細かく切られて天板に載せられ、クロテッドクリームをたっぷり塗って、表面がほんの少し茶色になるまで、およそ45分焼く。
クハニ・シュトゥルクリ（ゆでシュトゥルクリ）では、水を沸騰させて、ペイストリーの切れ端はポットの中に入れられる。タマネギとパセリをほんの少し茶色になるまで別々に焼き、クハニ・シュトゥルクリの中に注ぐ。このシュトゥルクリはおよそ20分くらいで完成する。
ペチェニ・シュトゥルクリとセルビアの伝統料理・ギバニッツァは形状こそ両者は似ているものの、特に味や歯ごたえという点で、異なった物である。

## 無形文化遺産への登録
2007年9月25日にザグレブ（Class: Io-612-08/07-06/0330, Reg 532-04-02-02/1-07-2）の無形文化遺産として登録された。